# 음향 결합기

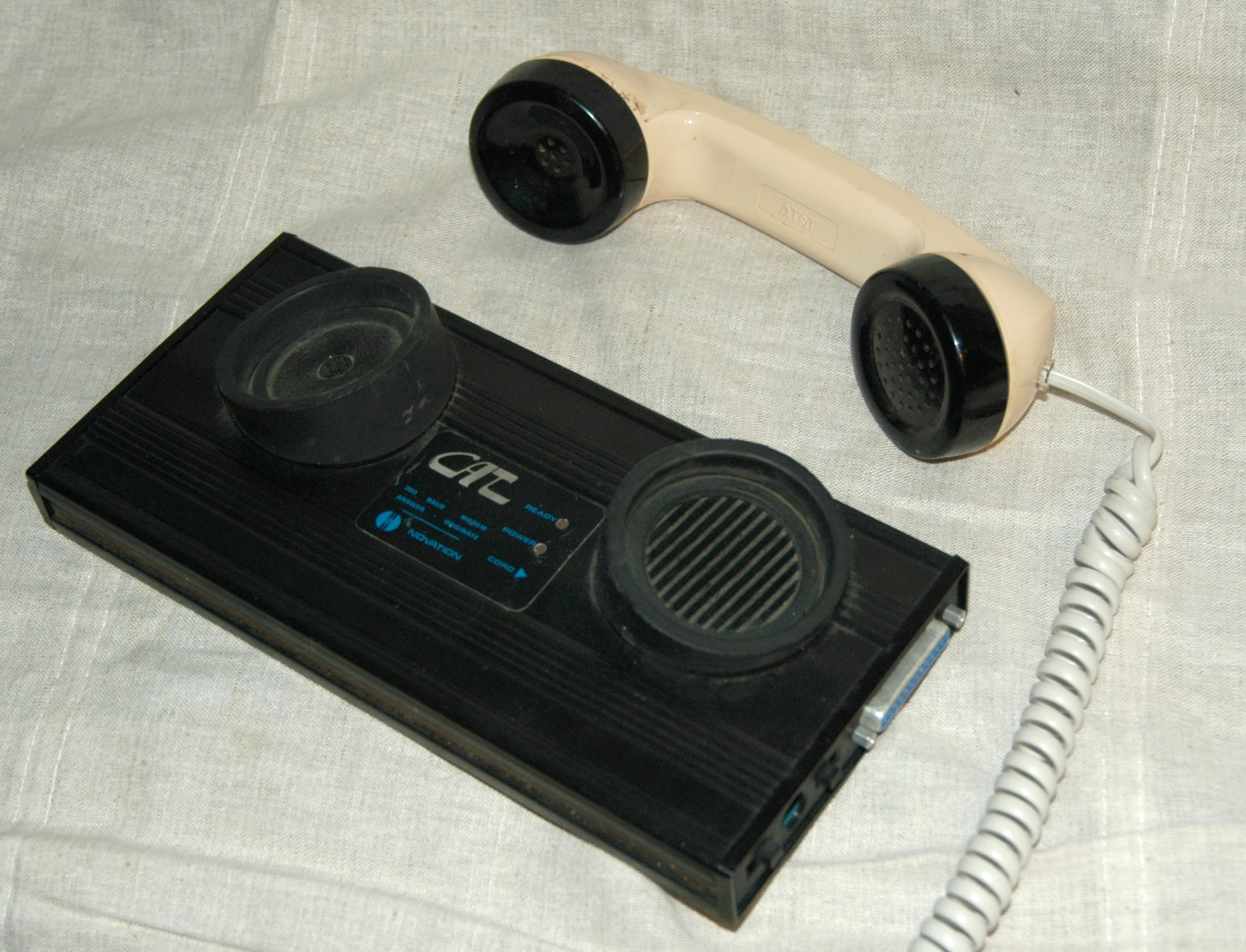
음향기변복조장치 노베이션 CAT.

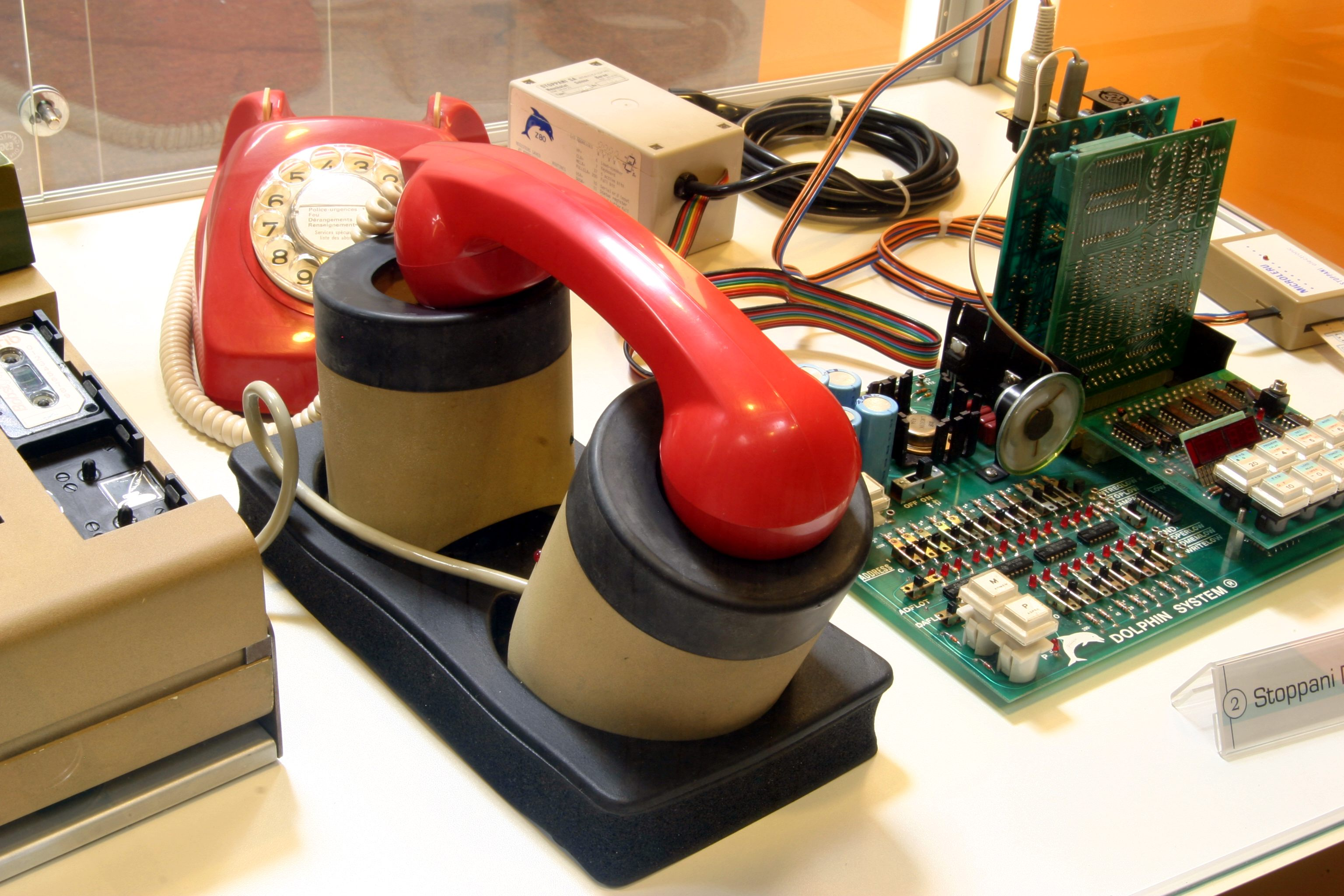

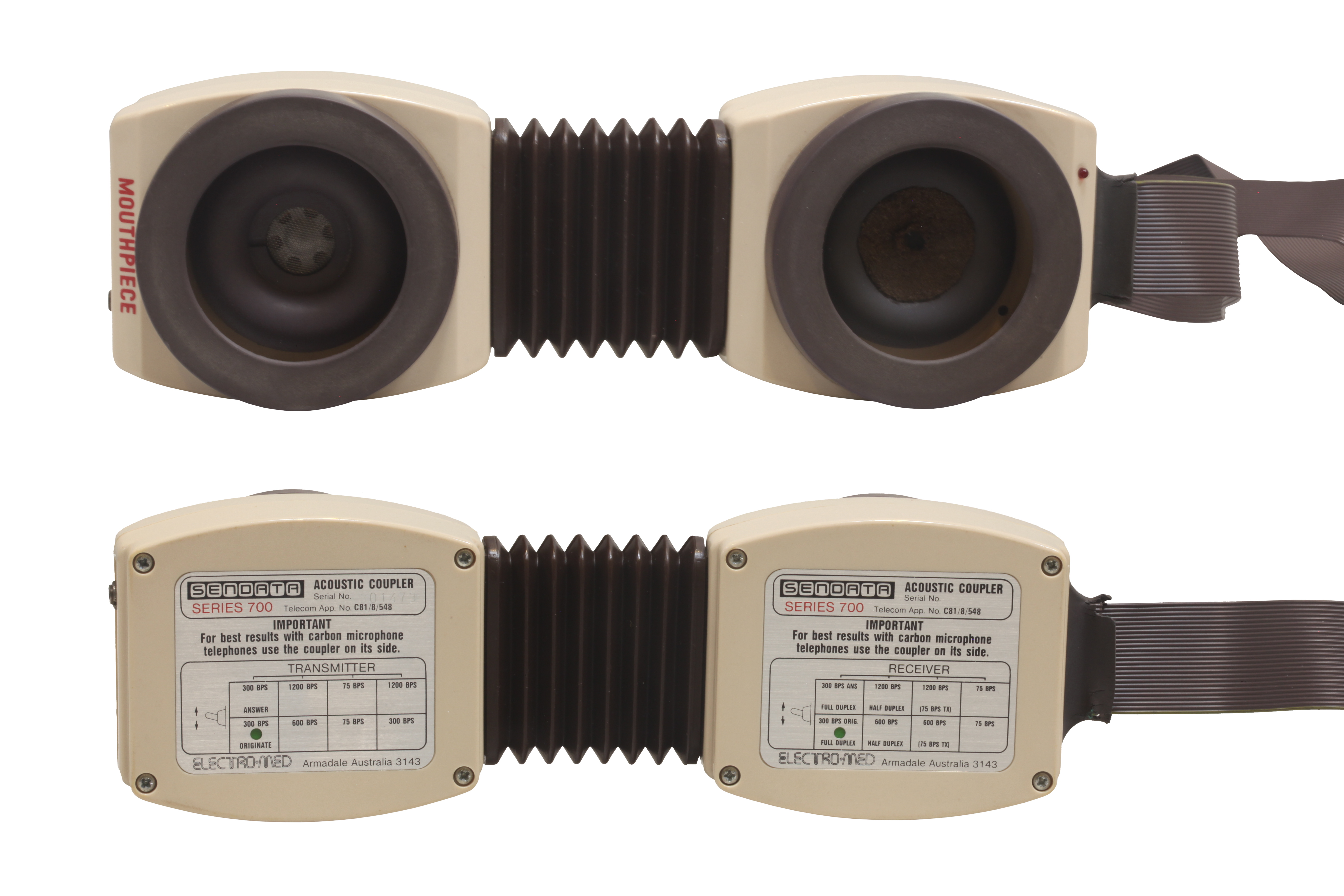
센데이터 시리즈 700(Sendata Series 700)

전기 통신에서 음향 결합기, 어쿠스틱 커플러(acoustic coupler)는 음향 목적을 위해 전화 안팎으로의 전기 신호 결합을 위한 인터페이스 장치이다.
이 연결은 직접 배선 연결을 경유하지 않고, 전화선으로 오는 전기신호를 소리로 변환하고 소리를 전신타자기 등 단말에 필요한 전기신호로 변환한 다음 다시 되돌려줌으로써 동작한다.

## 역사 및 응용
1984년 해체 이전에 미국내 텔레포니에 대한 벨 시스템의 합법적 독점을 통해 이 기업은 고객의 네트워크 접근 방식에 엄격한 규칙을 부과할 수 있게 되었다. 고객들은 벨이 제조, 판매하지 않은 장비를 망에 연결하는 것이 금지되었다. 전화 기업들이 국가 소유였던 거의 모든 국가들에 동일한 구성으로 운영되었다. 수많은 가정에서 전화는 RJ11, BS 6312와 같은 단자들이 표준화되기 전까지 벽면 단말 장치로 고정 배선화되었다.
이 상황은 다른 국가들에서도 비슷했다. 오스트레일리아에서는 1975년까지 정부 독점기업 PMG가 이용자의 모든 전화선과 장비를 소유하였고 타사 장치들의 부착을 금지하였으나 대부분의 핸드셋들은 600 시리즈 단자로 연결되었고 이것들은 오스트레일리아에만 국한된 것이므로 수입 장비들은 일반적인 전기적 호환성에도 불구하고 어떠한 경우에도 직접 연결하지 못했다.
처음으로 (타사 벤더의) 전화 부착의 이용이 허가된 1956년 허시-A-폰 관련 판결이 있은 뒤 이러한 상황은 바뀌었다. AT&T의 전화 시스템에 연결된 장치의 규제 권한이 법정에 의해 인정되긴 했으나 허시-A-폰 사용자들에 대한 간섭을 중지해줄 것을 지시받았다. 더 나아가 카터폰과 관련한 1968년 2차 법적 결정을 통해 시스템에 해를 미치지 않는 어떠한 장치라도 직접 AT&T 네트워크에 연결할 수 있게 되었다. 이 결정을 통해 응답기, 픽시밀리 기기, 모뎀 등 이후의 혁신품들의 보급이 가능해졌다.
발명가들이 전화선을 경유하여 비음성 신호를 송신할 수 있는 장치들을 개발하기 시작했을 때 벨의 제한에 대한 제2의 조치가 필요하다는 점은 명백했다. 1937년 초 신문에 사용된 팩시밀리 기기는 특정한 종류의 결합기들을 사용하고 있었으며 음향일 가능성이 있지만 단일 방향 통신을 위한 자석일 가능성이 더 높다. 다중화 양방향 전화 결합은 초기의 이 팩스 기기들에 필요하지는 않았다.